# Joseph Areruya
Joseph Areruya (1 de enero de 1996) es un ciclista ruandés que fue profesional entre 2017 y 2024.

## Palmarés
2015
- 3.º en el Campeonato de Ruanda Contrarreloj
- 2.º en el Campeonato de Ruanda en Ruta

2016
- Critérium Internacional de Constantino
- 1 etapa del Tour de Ruanda

2017
- 1 etapa del Girobio
- Tour de Ruanda, más 2 etapas

2018
- Tropicale Amissa Bongo, más 1 etapa
- Tour de l'Espoir
- 3.º en el Campeonato Africano Contrarreloj
- Campeonato de Ruanda Contrarreloj
- UCI Africa Tour

2019
- Campeonato de Ruanda Contrarreloj

2023
- 3.º en el Campeonato de Ruanda Contrarreloj